# Bolfrashaus

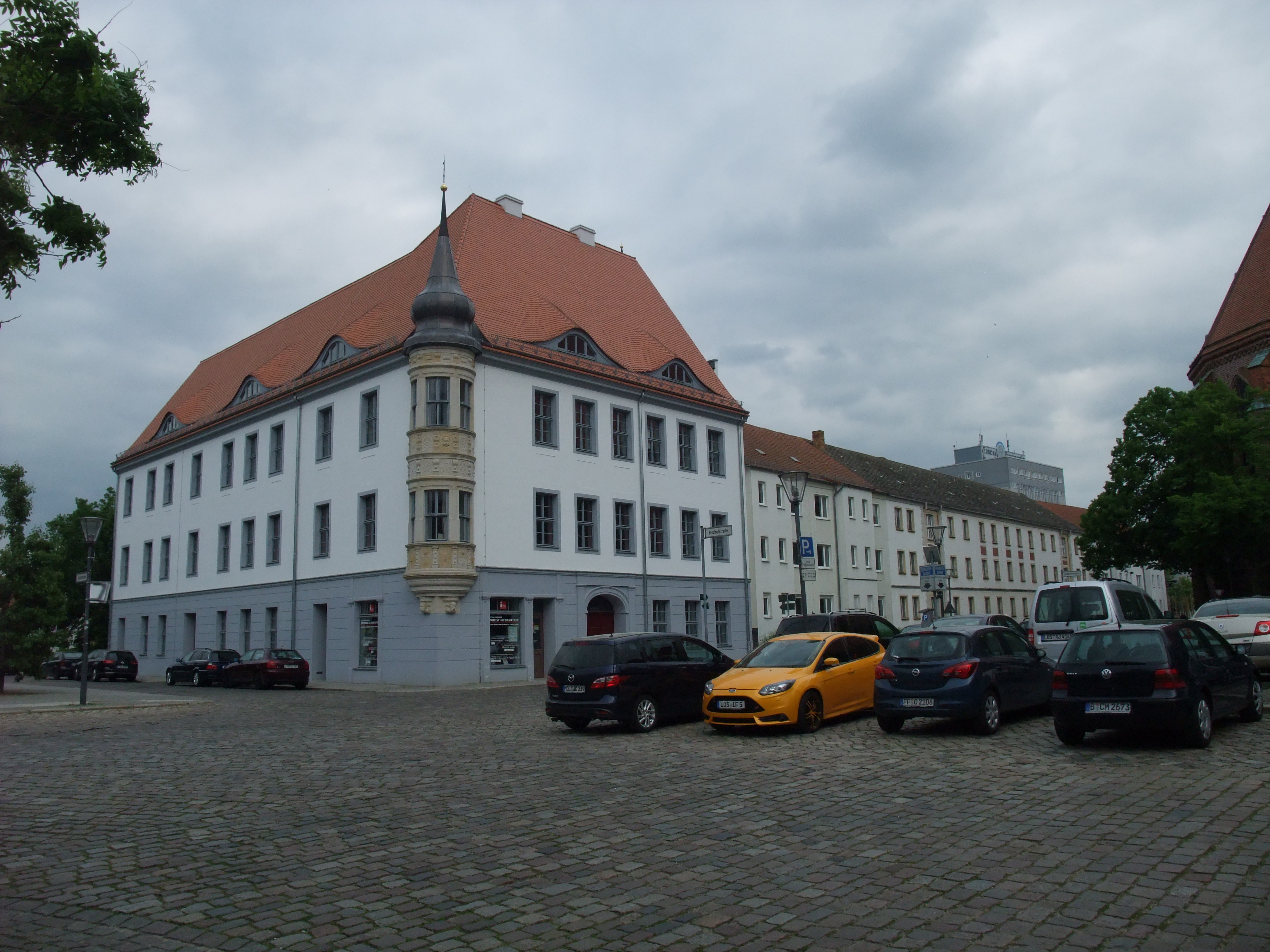
Bolfrashaus von 2014 in Frankfurt (Oder)

Das Bolfrashaus (in anderen Quellen auch Bollfrashaus) ist ein wiedererrichtetes ehemaliges Renaissancegebäude in Frankfurt (Oder) an der Südostecke des Marktplatzes, heute Große Oder - Ecke Bischofstraße. Der Originalbau gehörte zu den architektonisch aussagekräftigsten Bauten in der Stadt. Sein Neubau wird heute öffentlich genutzt.

## Geschichte
Erstmals wurde das Haus 1540 erwähnt; es gehörte der Witwe eines Barthol Degenhardt. 1567 bis zu seinem Tod 1583 war das Bolfrashaus im Besitz des Bürgermeisters Albrecht Wins und wurde erstmals im Türkensteuerregister erwähnt. Zwei Jahre später befand es sich dann im Besitz des Bürgermeisters Adam Bolfras (in anderen Quellen auch Adam Bollfras), 1596 dann im Besitz seines Sohnes Michael Bolfras, dem Syndikus der Universität Frankfurt und Kanzler der Ordensabtei Sonnenburg. Zu dieser Zeit wurde unter anderem der markante Sandstein-Erker an der westlichen Giebelecke errichtet, der das Haus über die auch prächtigen Gebäude am Markt hervorstechen ließ. 1603 verkaufte Bolfras sein aus an Professor und Generalsuperintendenten der Mark Brandenburg Christoph Pelargus. 1672 wurde Petrus Schultz Eigentümer, 1721 Schmeski, 1732 Meister Johann Gottfried Langner. 1743 war es in Besitz von Johann Gabriel Probeck und 1744 von Johann Gabriel Brodbeck, der ein Kaffeehaus einrichten ließ. Nach mehreren Besitzerwechseln waren 1773 Johann David Harttung und bis 1945 weitere Mitglieder Familie Harttung Besitzer des Gebäudes. 1878 wurde das Hinterhaus aufgestockt. Der ganze Komplex bestand aus dem Vorderhaus, zwei Seitengebäuden und einem Hinterhaus. Mieter waren zwölf bis 15 Fabriken sowie Geschäfte und Privathaushalte und eine Gaststätte. In der Nach zum 24. März 1889 wurden Dach und Renaissancehaube durch einen Brand zerstört. Es erfolgte jedoch eine sofortige Wiedererrichtung. Dabei wurde das mittelalterliche Dach durch ein Dach mit schiefergedeckten Aufbauten ersetzt sowie eine zeitgemäße Stuckdekorfassade angebracht. 1924 wurde eine denkmalpflegerische Renovierung durchgeführt, bei der die Stuckdekorfassade entfernt wurde.
Kurz vor Ende des Zweiten Weltkriegs, am 21. oder 22. April 1945, wurde das Haus durch einen Bombeneinschlag zerstört. In den 1960er Jahren kam es zu einer Überbauung mit einem Wohnhaus als Siedlungsneubau.

## Wiederaufbau

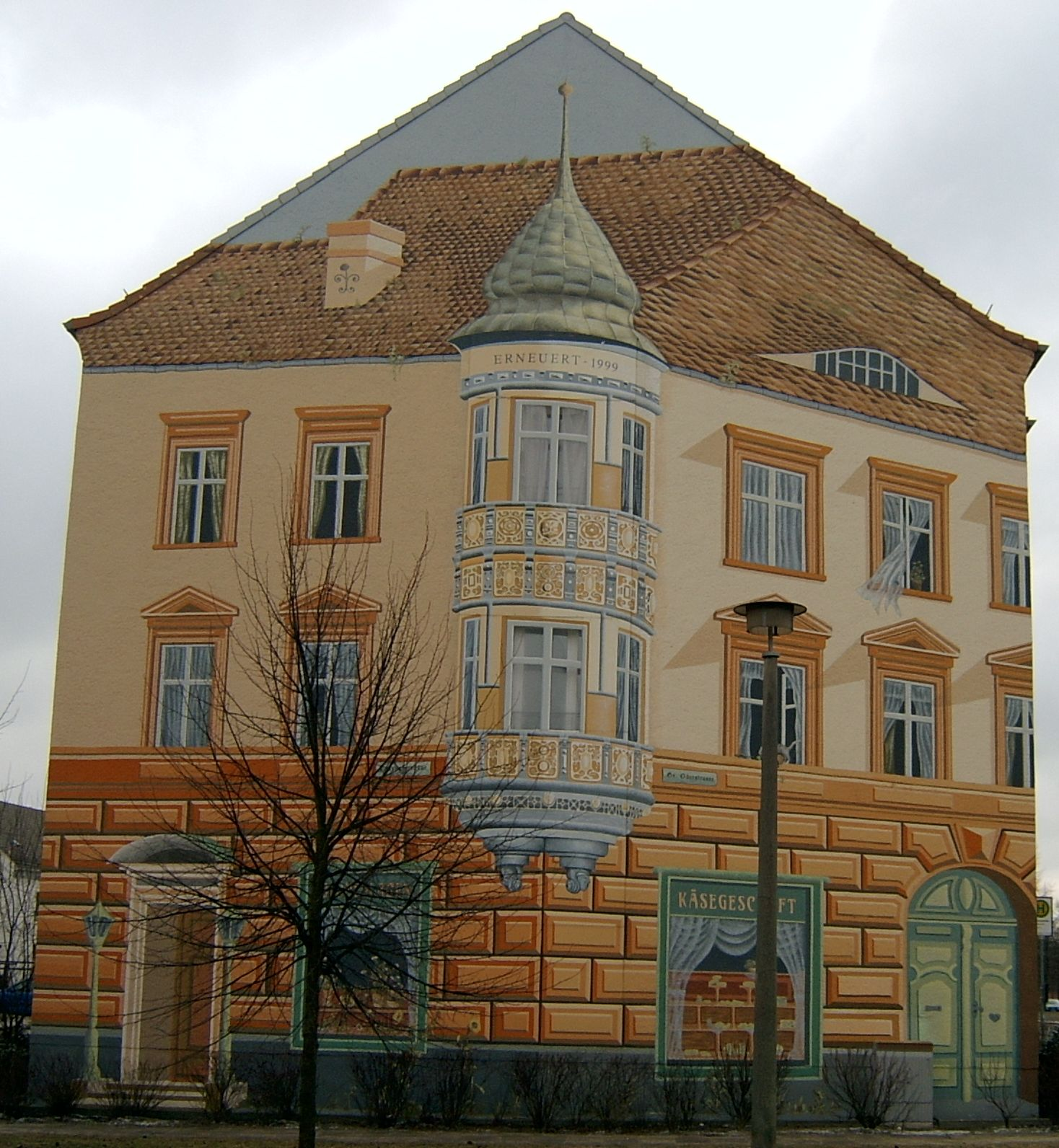
Die Illusionsmalerei von Christoph Neubauer zeigte von 1999 bis 2013 am Nordgiebel des Wohnblocks (1960er Jahre bis 2013) eine Ansicht des historischen Bauzustandes

1999 schuf der Frankfurter Künstler Christoph Neubauer im Auftrag der kommunalen Frankfurter Wohnungswirtschaft (WoWi) am Nordgiebel des Wohnblocks eine Illusionsmalerei, die das Bolfrashaus aus einem bestimmten Blickwinkel wieder sichtbar machte.
2012 wurde die Förderung des grenzüberschreitenden Projektes „Bolfrashaus & Kleistturm (Etappe I)“ von den zuständigen Gremien befürwortet. 4,2 Millionen Euro wurden aus den Mitteln des EFRE im Rahmen des Interreg-Programms der Europäischen Union kofinanziert. Projektpartner waren bzw. sind auch über den Bauzeitraum hinaus die Nachbarstädte Słubice (Polen), Frankfurt (Oder) und der Tourismusverein Frankfurt (Oder) e.V. (Deutschland). Bauherrin war die Arbeiten und Leben in historischen Gebäuden gGmbH.
In den Jahren 2013–2014 wurde nach dem vollständigen Abriss des Wohnblocks das neue Bolfrashaus auf den historischen Fundamenten und mit dem Erker im originalen Warthauer Sandstein neu errichtet. In dem historisch nachempfundenen Gebäude befinden sich modern ausgestattete Büros und Veranstaltungsräume sowie eine Simultandolmetscheranlage. Der repräsentative große Hansesaal knüpft mit handgemalten Stadtwappen an die Frankfurter Geschichte als Hansestadt an. Im Erdgeschoss befindet sich die Deutsch-Polnische Touristinformation.